# Le Rendez-vous (Poe)
Pour les articles homonymes, voir Rendez-vous.
Le Rendez-vous (The Assignation) est une nouvelle d'Edgar Allan Poe publiée pour la première fois en janvier 1834. Traduite en français par William Little Hughes, elle fait partie du recueil Contes inédits.

## Résumé
Le narrateur raconte sa rencontre à Venise avec un mystérieux jeune homme sous le pont des Soupirs. Un soir, ils assistent au drame de l'enfant de la marquise Aphrodite, épouse du vieux Mentoni, tombé dans un canal. Le mystérieux personnage sauve l'enfant, mais la scène révèle une relation secrète entre lui et la marquise, qui lui donne rendez-vous pour le lendemain.
Le lendemain matin, le narrateur visite le somptueux palais du jeune homme près du Rialto. Le salon est décoré avec une magnificence extravagante : œuvres d'art de toutes les époques, parfums, musique invisible. Le maître des lieux, qui alterne entre exaltation et mélancolie, commente l'art et la philosophie. Le narrateur découvre des vers d'amour en anglais, apparemment écrits à Londres, bien que son hôte ait nié y être allé.
L'histoire culmine quand le jeune homme dévoile un portrait de la marquise Aphrodite. Après avoir bu du Johannisberg dans des vases étrusques, il tombe sur un divan. Un page arrive alors, annonçant que la marquise s'est empoisonnée. Le narrateur découvre que son hôte est également mort empoisonné.